# Фильм (фильм)
«Фильм» — короткометражный чёрно-белый немой фильм 1964 года, единственный фильм по сценарию Сэмюэля Беккета. В роли режиссёра выступил Алан Шнейдер, главную роль в фильме исполнил Бастер Китон (одна из последних ролей актёра). Сценарий фильма написан весной 1963 года; позже он публиковался в сборниках произведений Беккета и анализировался в том числе и отдельно от экранизации.
Фильм снят в июле 1964 года в Нью-Йорке. Премьера состоялась на Венецианском кинофестивале 4 сентября 1965 года. Премьера в США прошла на Нью-Йоркском кинофестивале 14 сентября того же года.

## Сюжет
Фильм начинается и заканчивается кадром, в котором крупным планом показан глаз человека, который открывается, смотрит на зрителя и закрывается.
По улице вдоль стены дома бежит мужчина в пальто и шляпе, с портфелем в руке; его лицо, по-видимому, закрыто платком (за исключением финала, мужчина в основном показан зрителю со спины). Наткнувшись по дороге на пожилую пару, мужчина толкает их и бежит дальше. Мужчина и женщина смотрят вслед ему, затем в камеру, и в ужасе кричат.
Забежав в подъезд дома, герой прячется под лестницей, в то время как сверху спускается старушка с корзиной цветов. Спустившись, старушка смотрит в камеру и, словно увидев нечто ужасное, падает на пол. Человек быстро поднимается по лестинице и заходит в квартиру. Время от времени он щупает у себя пульс. 
Комната почти пуста: в ней есть окно, висит зеркало, на другой стене есть небольшая картина, посреди комнаты стоит кресло-качалка, в углу на столике стоит клетка с птицей и аквариум, в другом углу кровать, на полу прикрытая корзинка. Постепенно герой закрывает или убирает из комнаты всё, что может «наблюдать» за ним. При этом кадры, которые изображают то, что видит непосредственно герой, размыты.
Сняв платок с лица, мужчина зашторивает окно, стараясь не смотреть в него, а также накрывает покрывалом зеркало. В корзинке оказываются кошка и собака. Мужчина берёт кошку, открывает дверь, выпускает кошку за дверь, закрывает дверь, берёт собаку, открывает дверь и выпускает собаку, но в это время кошка вбегает обратно. Эта операция повторяется несколько раз, наконец и кошку, и собаку мужчине удаётся выпроводить за дверь. Покрывало падает с зеркала, и человек осторожно, крадучись вплотную к стене, завешивает его снова.
Затем он подходит к креслу и осматривает комнату. Сев напротив стены, на которой висит изображение месопотамского бога, он некоторое время смотрит на него (крупным планом показываются глаза божества), затем встаёт и рвёт изображение, потом садится. Увидев в углу клетку с попугаем (крупным планом показывается глаз попугая), он накрывает клетку пальто и снова садится. Обратив затем внимание на аквариум (крупным планом показывается глаз рыбы), он накрывает и его, затем снова садится. Из портфеля он достаёт семь фотографий, изображающих человека (вероятно, его самого) в разные периоды жизни, начиная с детства. Просмотрев фотографии в исходном и обратном порядке, мужчина рвёт их и бросает на пол. Он по-прежнему сидит в кресле, перед ним в стене гвоздь и след от портрета божества.
Камера делает круг по комнате, и мы впервые видим главного героя анфас: это пожилой человек, который задремал в кресле; один глаз у него закрыт чёрной повязкой. Внезапно он пробуждается и в ужасе смотрит в камеру с тем же выражением лица, что ранее пара на улице и старушка в подъезде. У стены напротив стоит и смотрит на него он сам. Человек в кресле закрывает глаза ладонями и покачивается вперёд и назад.

## Актёры
| Актёр         | Роль     |
| ------------- | -------- |
| Бастер Китон  | Мужчина  |
| Джеймс Карен  | Прохожий |
| Нелл Харрисон | Прохожая |
| Сюзан Рид     | Старушка |

## Критика
Фильм, как и оригинальный сценарий, вызвал противоречивые отзывы. Так, Жиль Делёз назвал своё эссе о нём «Величайший ирландский фильм» (The greatest Irish film).
Некоторые критики увидели в произведении провальную, хотя и небезынтересную попытку гениального писателя вторгнуться в область искусства, которую он недостаточно хорошо понимает.
Первая и последняя сцены фильма, где показан крупным планом глаз, заставляют вспомнить знаменитый фильм Бунюэля «Андалузский пёс», снятый в 1929 году. Сам Беккет в сценарии «Фильма» указывает, что действие происходит «около 1929 года». 

## Проблематика
Вводная часть сценария имеет подзаголовок по-латыни: esse est percipi, т. е. «быть — значит быть воспринимаемым». Источником вдохновения для Беккета послужила философия знаменитого философа XVIII в. Джорджа Беркли, который выдвинул данный принцип в своих работах (полностью он звучит как esse est percipi aut percipere, т. е. «быть — значит быть воспринимаемым или воспринимать»). В первоначальном варианте названием «Фильма» было «Глаз» (The Eye).
В центре сценария Беккета находится именно противопоставление воспринимающего и воспринимаемого. Однажды на просьбу сформулировать в двух словах для «человека с улицы», о чём его произведение, Беккет сказал:

«Это фильм о воспринимающем глазе, о воспринимаемом и воспринимающем — двух сторонах одного и того же человека. Воспринимающий больше всего на свете желает воспринимать, тогда как воспринимаемый отчаянно хочет скрыться. В конце же один из них одерживает верх».
Оригинальный текст (англ.)It’s a movie about the perceiving eye, about the perceived and the perceiver – two aspects of the same man. The perceiver desires like mad to perceive and the perceived tries desperately to hide. Then, in the end, one wins.

Во вводной части сценария Беккет пишет также о том, что даже при подавлении любого внешнего восприятия, будь то со стороны животного, человека или божества, всё равно остаётся в силе восприятие субъекта самим собой. Герой фильма в сценарии разделён на две части — объект восприятия («O») и глаз («E», от англ. eye): в то время как О пытается избежать наблюдения, Е, напротив, преследует его. До конца фильма остаётся неясным, что преследующий (воспринимающий) не является внешним наблюдателем, но является самим героем. До последней сцены Е воспринимает О только сзади и угол зрения не превышает 45°, лишь в начале части 1 и начале части 2 Е случайно превышает этот угол на несколько мгновений. Лишь в конце он полностью наблюдает О. Выражения лиц пожилой пары, старушки и героя в финале, когда они становятся объектами наблюдения Е, отражает «агонию воспринимаемости» (англ. agony of perceivedness).

## Ремейк
В 1979 году Британский институт кинематографии осуществил другую экранизацию «Фильма» — цветной 26-минутный фильм снял Дэвид Райнер Кларк, в главной роли выступил Макс Уолл. Беккет был недоволен этим вариантом, в том числе тем, что фильм был озвучен, тогда как сценарий предполагал, что он будет полностью немым, за исключением одной лишь реплики «тсс!».